# Jacques Joseph Émile Badiou de la Tronchère
Pour les articles homonymes, voir Badiou.
Jacques Joseph Émile Badiou de la Tronchère né le 16 novembre 1826 au Monastier-sur-Gazeille (Haute-Loire) et mort le 17 octobre 1888 au Puy-en-Velay (Haute-Loire) est un sculpteur français.

## Biographie
Jacques Joseph Émile Badiou de la Tronchère, fils d'un négociant et débitant de tabac, reçoit une bourse du conseil général de la Haute-Loire pour se rendre à Paris où il étudie la sculpture à l'École des beaux-arts dans l'atelier de François Jouffroy.
Il expose au Salon de 1852 une sculpture en plâtre : Les Deux captives. En 1854, il est nommé directeur adjoint de l'Institution des jeunes aveugles. En 1856, il est nommé inspecteur général du service des prisons. Il réalise en 1859 le Monument à Valentin Haüy, fondateur de cet établissement.
Il est nommé chevalier de la Légion d'honneur par décret du 9 août 1861.
Le 10 août 1888, la Ville du Puy le nomme conservateur des galeries de sculpture du musée Crozatier.

## Œuvres
- Marguerite de Valois, 1872, statue en marbre blanc, Angoulême, jardins de l'hôtel de ville[5],[6].
- Monument au marquis de Machico, Le Puy-en-Velay.
- Buste de Rollin, Paris, École normale supérieure.
- Monument à Valentin Haüy, 1859, groupe en marbre, Paris, Institut national des jeunes aveugles.
- Marguerite d'Angoulême, 1860 environ, plâtre, Le-Puy-en-Velay, Musée Crozatier.
- La Prodigalité, statue, localisation inconnue.
- Praxitèle, statue, localisation inconnue.

Œuvres de Jacques Joseph Émile Badiou de la Tronchère
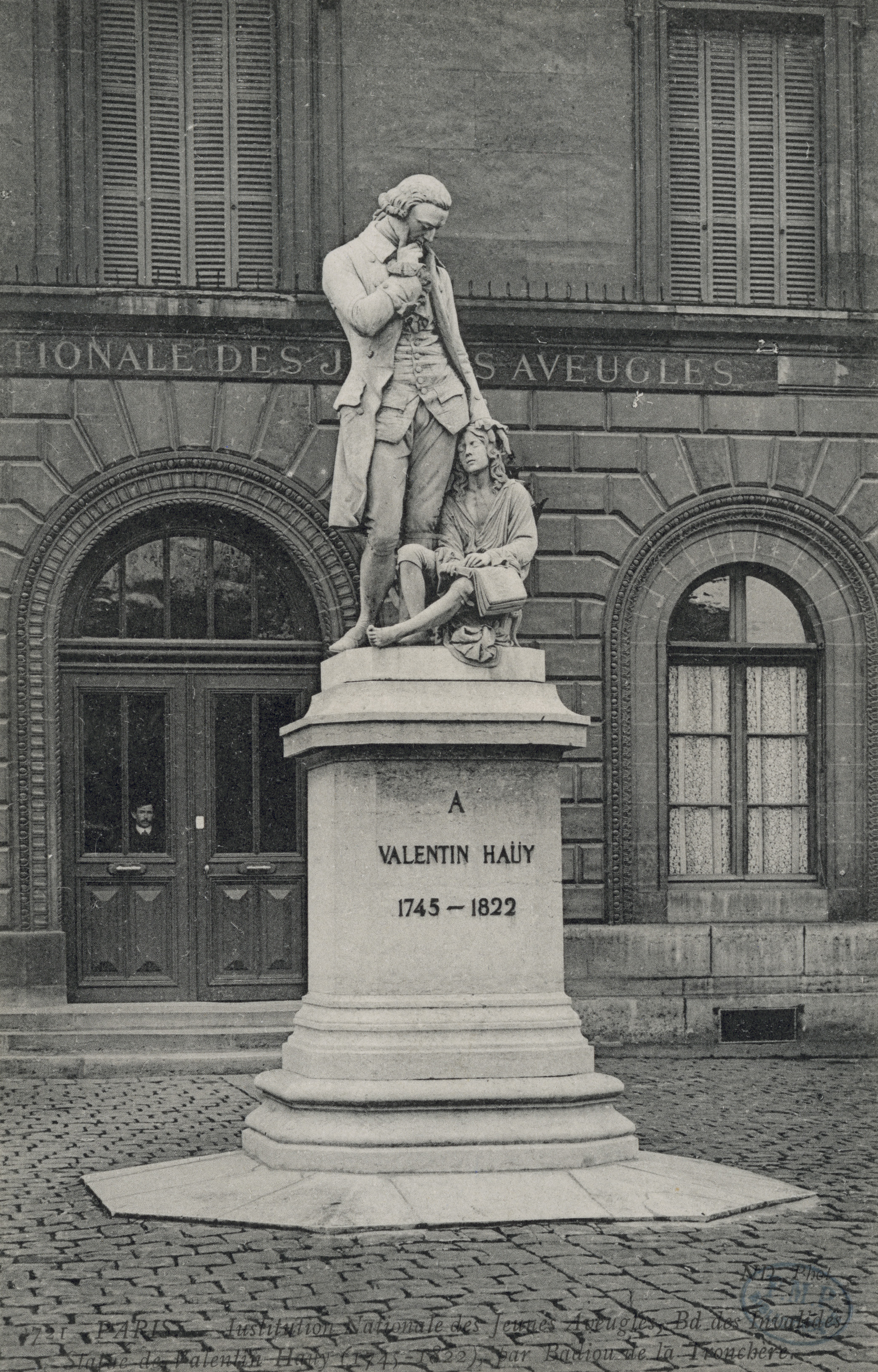
Monument à Valentin Haüy (1859), Paris, Institut national des jeunes aveugles.
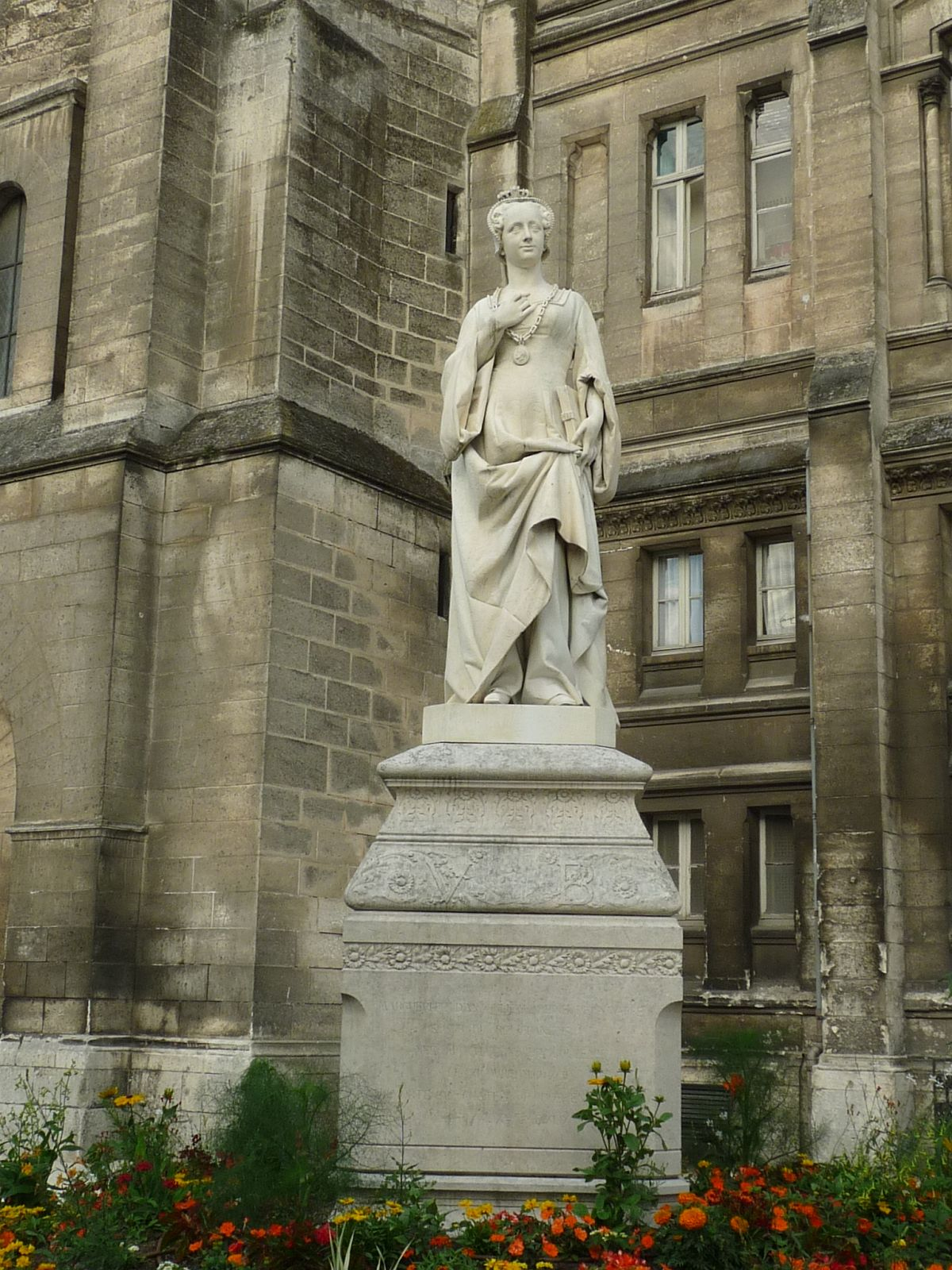
Marguerite de Valois (1872), Angoulême, jardins de l'hôtel de ville.
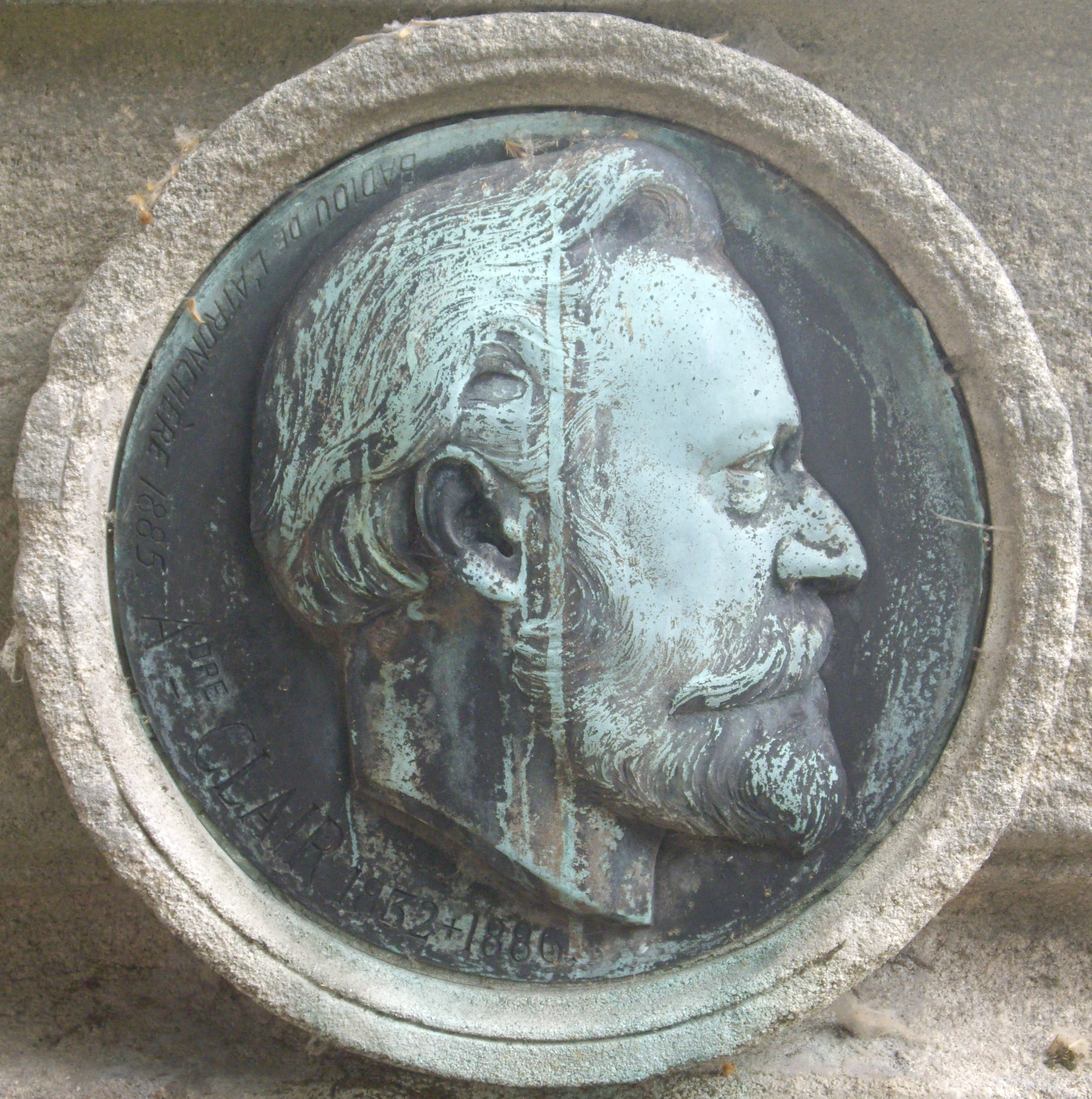
Alexandre Clair (1885), Paris, cimetière du Montparnasse.